# Eucalyptus ovata
Eucalyptus ovata är en myrtenväxtart som beskrevs av Jacques-Julien Houtou de La Billardière. Eucalyptus ovata ingår i släktet Eucalyptus och familjen myrtenväxter. Inga underarter finns listade i Catalogue of Life.

## Bildgalleri

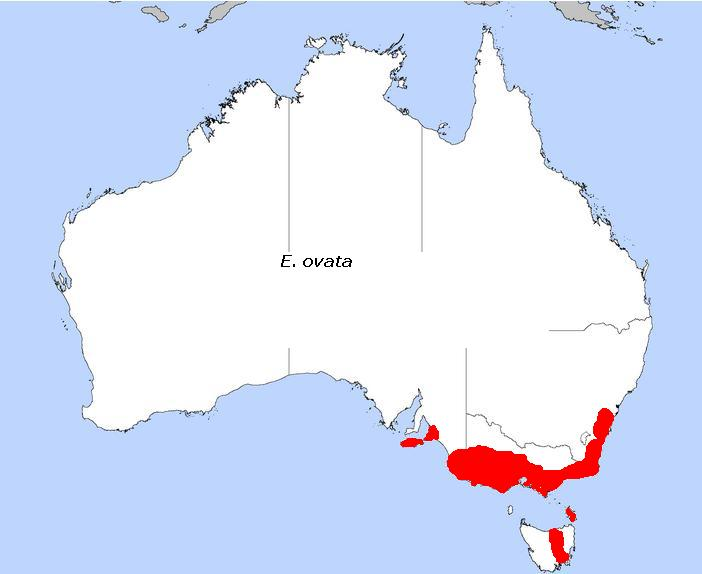